# Barry Eisler
Barry Eisler es un escritor nacido en 1963 en Nueva Jersey, Estados Unidos.

## Biografía
De joven, trabajó para la CIA y posteriormente se licenció en derecho para ejercer de abogado antes de dedicarse plenamente a escribir.
Eisler saltó a la fama de la mano de su peculiar personaje John Rain, un asesino a sueldo de padre japonés y madre americana, protagonista de sus cuatro primeras novelas: Rain Fall (2003), Hard Rain (2004), Rain Storm (con la que ganó el Premio Barry a la mejor novela de suspense del Año 2005) y Killing Rain (2006). Fiel al género policiaco y de espionaje, en 2007 publicó The Last Assassin y en 2008 Requiem For an Assassin.
Su última novela, Fault Line, publicada en España bajo el título El agravio, ha vuelto a situarlo en la lista de los más vendidos en EE. UU.
Sus novelas han sido traducidas a cerca de veinte idiomas y han sido escogidas para ser llevadas a la pantalla por Barrie Osborne, el oscarizado productor de la trilogía El Señor de los anillos. 
Actualmente Eisler vive y trabaja en la región de la bahía de San Francisco.